# Bosco Faito
Il Monumento Naturale Bosco Faito, istituito con D.P.R.L. 27 febbraio 2009, n. 127 (B.U.R.L. del 28 marzo 2009, n. 12), copre un'area di rilevante interesse naturalistico e ambientale gestito dal comune di Ceccano (FR), per un totale di 336 ettari.

## Toponomastica
Si è sempre pensato che il nome "Faito" onorasse un vecchio faggio secolare ai cui piedi si trova una sorgente d'acqua ben conosciuta dagli abitanti della zona denominata Fontana Colapietro o Colapreda o Cola Prete.

## Storia
La presenza dell'uomo in questi territori risale al Palolitico Inferiore, con alcune testimonianze risalenti al Paleolitico Superiore, al Neolitico e all'Età del Rame.

## Flora
Si tratta di un bosco a prevalenza di cerro, farnia, carpino bianco e farnetto con un ricco sottobosco che comprende anche numerose specie di orchidee. Sono inoltre presenti esemplari di faggio atipici per la fascia bioclimatica, che comunque trovano condizioni microclimatiche favorevoli alla loro crescita.

## Fauna
La fauna dell'area naturale è quella tipica degli habitat forestali con numerose specie di invertebrati e specie d'interesse comunitario come il falco pecchiaiolo, la testuggine comune, la polissena e la rana agile.

## Geologia
Ubicato in un intervallo altitudinale compreso tra i 130 e i 210 m s.l.m. Costituisce uno dei principali lembi residuali di formazioni boschive nel territorio della Valle del Sacco. Il terreno è ricco di terre rosse e alluvionali con affioramenti di banchi di calcare e tufo sfruttati come materiali da costruzione. Non mancano le sorgenti di acqua potabile. Il bosco viene inquadrato nel Sistema dei depositi marnoso-arenacei in facies flyschoide.

## Clima
La Valle del Sacco, in il bosco è localizzato, è interessata da precipitazioni annuali piuttosto costanti (1.100 - 1.250 mm) con i mesi estivi più secchi (107 - 135 mm). Le temperature medie della zona sono comprese tra i 6,5°C di gennaio e i 24,2°C di luglio. In termini fitoclimatici rientra nella Regione Temperata di transizione, Termotipo collinare inferiore o mesomediterraneo medio e Ombrotipo umido inferiore.